# Reynolds Glacier
Reynolds Glacier är en glaciär i Antarktis. Den ligger i Västantarktis. Inget land gör anspråk på området. Reynolds Glacier ligger 391 meter över havet.
Terrängen runt Reynolds Glacier är kuperad västerut, men österut är den platt. Trakten är obefolkad. Det finns inga samhällen i närheten. 